# Hohnhurst
Hohnhurst (Hohenhurst) ist ein Stadtteil von Kehl.

## Geographische Lage
Hohnhurst in der südlichste Ortsteil Kehls. Von dessen Stadtzentrum liegt das Dorf ca. 9,5 km entfernt.

## Geschichte

### Mittelalter
Hohnhurst war ein Lehen des Bischofs von Straßburg an die Herren von Lichtenberg. Die Erstbelehnung erfolgte 1274. Es handelte sich im Mittelalter um eine kleine Siedlung, eventuell auch nur einen Einzelhof. Um 1330 kam es zu einer ersten Landesteilung zwischen Johann II. von Lichtenberg, aus der älteren Linie des Hauses, und Ludwig III. von Lichtenberg. Dabei fiel Hohnhurst in den Teil des Besitzes, der künftig von der älteren Linie verwaltet wurde. Es war dem Amt Willstätt der Herrschaft Lichtenberg  zugeordnet. Im 15. Jahrhundert war das Dorf als Afterlehen an die Familie von Knobloch weitergegeben.
Als 1480 mit Jakob von Lichtenberg das letzte männliche Mitglied des Hauses verstarb, ging das Erbe auf seine beiden Nichten, Anna von Lichtenberg (* 1442; † 1474) und Elisabeth von Lichtenberg über. Anna hatte 1458 den Grafen Philipp I. den Älteren von Hanau-Babenhausen (* 1417; † 1480) geheiratet, der eine kleine Sekundogenitur aus dem Bestand der Grafschaft Hanau erhalten hatte, um heiraten zu können. Durch die Heirat entstand die Grafschaft Hanau-Lichtenberg. Elisabeth heiratete Simon IV. Wecker von Zweibrücken-Bitsch. Das Lichtenberger Erbe wurde zwischen ihnen geteilt. Das Amt Willstätt und damit Hohnhurst wurden dabei zu einem Kondominat zwischen beiden Erben.

### Neuzeit
Unter der Regierung von Graf Philipp III. von Hanau-Lichtenberg kam es zu einer Realteilung der gemeinsamen Kondominate: Das Amt Willstätt kam ganz zur Grafschaft Hanau-Lichtenberg. Im Gegenzug gelangte das Amt Brumath ganz an Zweibrücken-Bitsch. Graf Philipp IV. von Hanau-Lichtenberg (1514–1590) führte nach seinem Regierungsantritt 1538 die Reformation in seiner Grafschaft konsequent durch, die nun lutherisch wurde.
Nach dem Tod des letzten Hanauer Grafen, Johann Reinhard III. 1736, fiel das Erbe – und damit auch das Amt Willstätt – an den Sohn seiner einzigen Tochter, Charlotte von Hanau-Lichtenberg, Landgraf Ludwig (IX.) von Hessen-Darmstadt. Hohnhurst gehörte in dieser Zeit zu Eckartsweier und ist zwischenzeitlich auch wüst gefallen. Mit dem Reichsdeputationshauptschluss wurde das Amt Willstätt mit dem und Dorf Hohnhurst 1803 dem neu gebildeten Kurfürstentum Baden zugeordnet.
Am 1. Januar 1973 wurde Hohnhurst in die Stadt Kehl eingemeindet. Zum gleichen Zeitpunkt wurde der Landkreis Kehl aufgelöst, dem Hohnhurst bis dahin angehörte. Damit verbunden erfolgte gleichzeitig der Wechsel in den neugebildeten Ortenaukreis.

### Demographie
Einwohnerzahlen nach dem jeweiligen Gebietsstand.
| Jahr | Einwohnerzahl |
| ---- | ------------- |
| 1961 | 172           |
| 1970 | 247           |
| 2014 | 255           |

## Politik
Als Ergebnis der Gemeindegebietsreform wurde Hohnhurst 1973 nach Kehl eingemeindet, und das Amt des Ortsvorstehers geschaffen. Amtsinhaber, und damit Vorsitzender des Ortschaftsrates, ist seit 2019 Volker Lutz (Unser Hohnhurst).
Die Kommunalwahl am 9. Juni 2024 brachte für den Ortschaftsrat folgende Sitzverteilung:
| Insgesamt 6 Sitze - Für Hohnhurst: 5 - Parteilos: 1 |

## Infrastruktur

### Bildung
In Hohnhurst befinden sich keine Schulen oder Kindergärten. Die nächstgelegenen Kindergärten und Grundschulen befinden sich in Goldscheuer und Marlen, Weiterführende Schulen in der Kernstadt Kehls, in Neuried oder Offenburg.

### Verkehr
Hohnhurst liegt wenige Meter von der Landesstraße 98 entfernt. Über diese ist in östlicher Richtung die L75, in westlicher Richtung die A5 zu erreichen. Busverbindungen werden von der SWEG gestellt (Linie 301).